# Because of You (album Ne-Yo)
Because of You – drugi album piosenkarza Ne-Yo, wydany 25 kwietnia 2007 roku przez wytwórnię Def Jam.
Gościnnie na albumie wystąpili Jennifer Hudson i Jay-Z. Pochodzi z niego singel „Because of You”. Drugim singlem promującym płytę była piosenka „Do You”.

## Lista utworów
1. „Because of You” – 3:46
2. „Crazy” (feat. Jay-Z) – 4:21
3. „Can We Chill” – 4:24
4. „Do You” – 3:48
5. „Addicted” – 3:46
6. „Leaving Tonight” (feat. Jennifer Hudson) – 5:14
7. „Ain't Thinking About You” – 3:41
8. „Sex With My Ex” – 3:39
9. „Angel” – 3:28
10. „Make It Work” – 4:08
11. „Say It” – 4:41
12. „Go On Girl” – 4:21
13. „That's What It Does” (utwór dodatkowy) – 3:32
14. „Spotlight” (utwór dodatkowy) – 4:04